# 76

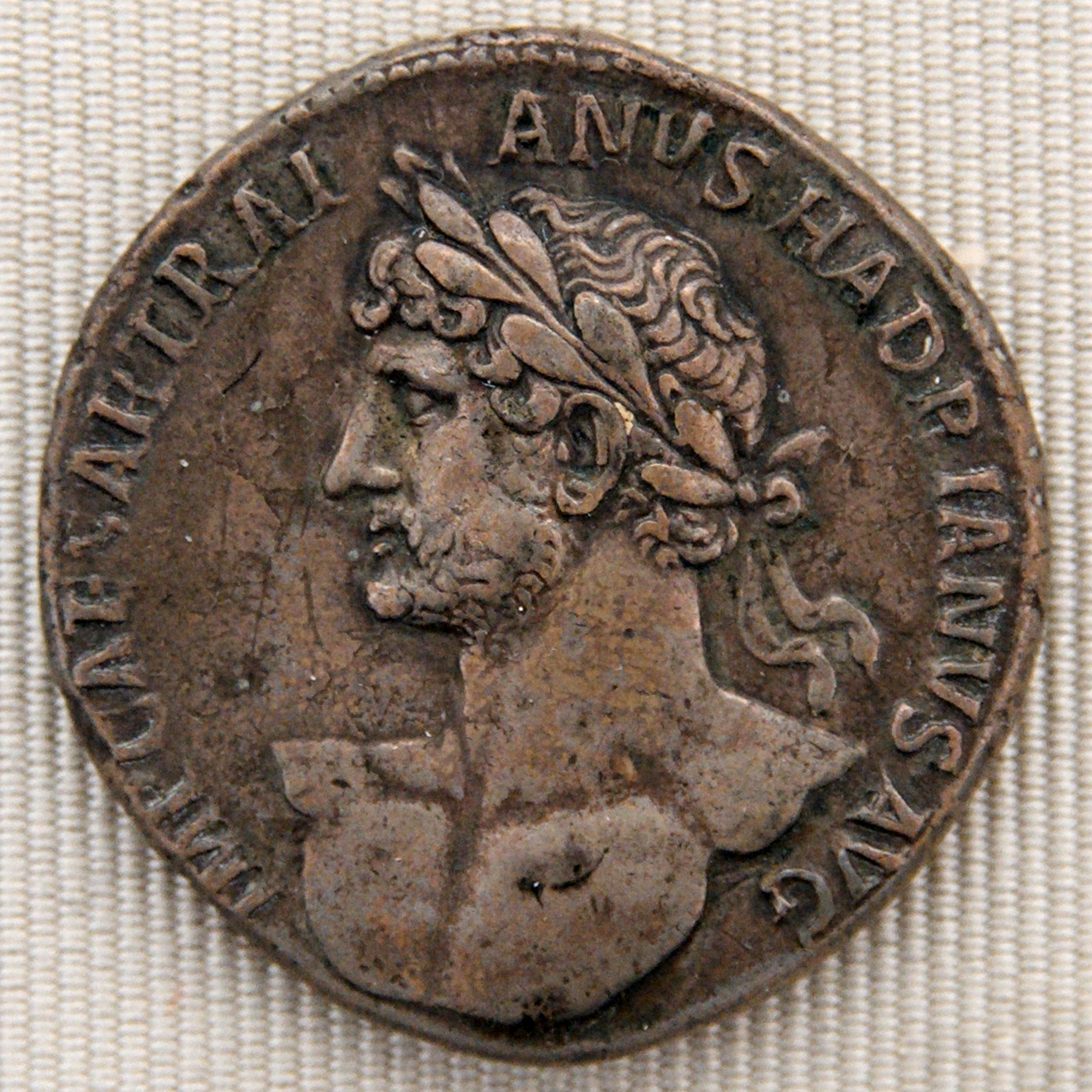
Zilveren penning van Hadrianus

Het jaar 76 is het 76e jaar in de 1e eeuw volgens de christelijke jaartelling.

## Gebeurtenissen

### Italië
- In Rome worden Vespasianus Augustus (zevende maal) en Titus Caesar Vespasianus, door de Senaat herkozen tot consul van het Imperium Romanum.
- Anacletus I (76 - 88) volgt Linus op als de derde Paus van Rome.

## Geboren
- 24 januari - Publius Aelius Trajanus Hadrianus, keizer van het Romeinse Keizerrijk (overleden 138)

## Overleden
- Asconius Pedianus, Romeins grammaticus en historicus